# Dan Hatmanu
Dan Hatmanu, né le 31 octobre 1926 à Scobinți, près de Iași et mort le 27 décembre 2018 à Iași, est un artiste peintre roumain.

## Biographie
Dan Hatmanu naît le 31 octobre 1926 à Scobinți. 
En 1945 il étudie l'Institut des arts de Iași, où il est élève de Corneliu Baba et de Ion Irimescu (en). Il obtient son diplôme dans les années 1950.
Il expose en 1954 à la Biennale de Venise et en 1959 à Paris.
Il peint souvent des ouvriers au repos et des jeux d'enfants. 
Dan Hatmanu meurt le 27 décembre 2018.